# Я хочу держать тебя за руку
«Я хочу́ держа́ть тебя́ за ру́ку» (англ. I Wanna Hold Your Hand) — первый полнометражный художественный фильм режиссёра Роберта Земекиса, названный в честь песни группы The Beatles 1963 года. Фильм рассказывает о битломании и первом концерте знаменитых The Beatles в США на «шоу Эда Салливана» (9 февраля, 1964).
Поскольку фильм был режиссёрским дебютом Земекиса, чтобы убедить студию профинансировать его, Стивен Спилберг дал обещание, что если картина будет плохой, то он вмешается и исправит её.

## Сюжет
В конце 1963 года Beatles выпускают в США сингл «I Want To Hold Your Hand», который становится сверхпопулярным в Штатах. Девушки падают на их концертах в обморок от волнения, песни занимают первые строчки хит-парадов. Музыканты планируют дать свой первый концерт на территории страны 9 февраля 1964 года, выступив в «Шоу Эда Салливана».
Три подруги из Нью-Джерси решают во что бы то ни стало попасть на концерт битлов. Грейс Корригэн (Тереза Салдана) уверена, что если она сможет сделать эксклюзивные фотографии The Beatles, то её карьера фотографа резко пойдет вверх. Роузи Петрофски (Венда Джо Спербер) — их преданная фанатка, она влюблена в Пола и хочет встретиться с ним лично. Пэм Митчелл (Нэнси Аллен) выходит замуж и хочет провести последнюю веселую ночь до свадьбы. Втроем они уговаривают Ларри Дюбуа взять лимузин отца и на нём отправляются в Нью-Йорк, где и пройдет долгожданный концерт.
Также с подругами едет Дженис Голдмэн, ярый противник битлов и хулиган Тони Смерко, который в тайне задумал сорвать концерт группы. Вшестером они добираются до Нью-Йорка, где подруги пытаются всеми силами попасть в номер The Beatles, но их попытки оказываются неудачными — их выставляют из отеля. Попасть в номер удается только Пэм, она видит гитару Пола и страстно её целует. Роузи выигрывает билет на Шоу Салливана в радио-викторине. Несмотря на неприятности в лифте и нехватку времени, она попадает на шоу и в первые же минуты выступления падает в обморок. Дженис и Тони получают билеты от подростка взамен за услугу. Пэм получает билет в подарок от Нила Аспиналла в номере The Beatles, он провожает девушку сначала к корреспондентам, а потом к выходу из отеля.
Всё же девушки попадают на шоу. Попытка Тони Смерко сорвать трансляцию концерта группы пресечена Дженисом. В финале Beatles, пытаясь скрыться от фанатов, покидают шоу через черный выход и оказываются в лимузине Ларри. Грейс удается сделать уникальные фотографии группы.

## Музыка
В фильме звучат 17 оригинальных песен The Beatles:
1. «I Want to Hold Your Hand»
2. «Please Please Me»
3. «I Saw Her Standing There»
4. «Thank You Girl»
5. «Boys»
6. «Twist and Shout»
7. «Misery»
8. «Till There Was You»
9. «Love Me Do»
10. «Do You Want to Know a Secret?»
11. «P.S. I Love You»
12. «Please Mister Postman»
13. «From Me to You»
14. «Money (That's What I Want)»
15. «There's a Place»
16. «I Wanna Be Your Man»
17. «She Loves You»

Песня «She Loves You» звучит в фильме два раза.
Первый раз на шоу Эда Салливана в воскресенье — 9 февраля 1964 года. В сцене шоу снимались актёры, подражавшие The Beatles, в то время как на телеэкранах были показаны реальные кадры их выступления 1964 года. Именно поэтому изображение на экранах чёрно-белое, хотя сам фильм цветной. Камера показывает на сцене группу, но на таком расстоянии, что узнать их нельзя. После монтажа реальные фрагменты с Sullivan Show от 2 сентября 1964 года, а также кадры из аудитории, снятые при создании фильма, были соединены в единую сцену.
Второй раз «She Loves You» была использована в титрах фильма.
Другие песни битлов, упоминающиеся в фильме, появились значительно позже их выступления на Sullivan Show. К ним относятся:
1. «Helter Skelter»: аристократическая женщина в гостиничном лифте произносит: «Things are all helter skelter!» («Сплошной кавардак!»).
2. «Get Back»: полицейский пытается успокоить девушек, мешающих аресту молодой фанатки «Битлз»: «Get back girls, get back!».
3. «Polythene Pam»: упоминается в имени Пэм Митчелл, которой удается проникнуть в гостиничный номер The Beatles, в котором она с большой любовью целуют гитару Пола.
4. «One After 909»: 909 — гостиничный номер мужчины, снявшего проститутку.

## В ролях
- Нэнси Аллен — Пэм Митчелл
- Тереза Салдана — Грейс Корригэн
- Уэнди Джо Спербер — Роузи Петрофски
- Бобби Ди Чикко — Тони Смерко
- Сьюзан Кэндалл Ньюман — Дженис Голдмэн
- Марк Макклюр — Ларри Дюбуа
- Эдди Дизен — Ричард «Ринго» Клаус
- Вилл Йордан — Эд Салливан
- Джеймс Хогтон — Эдди
- Джеймс Хевитсон — Нэйл
- Дик Миллер — сержант Бреннер
- Кристин Дебелл — проститутка Синди

## Выход фильма
Несмотря на положительные отзывы критиков, фильм не имел финансового успеха и даже оказался не в силах возместить свои скромные $ 2,8 млн долл. бюджета. Земекис сказал позже: «Одно из самых ярких воспоминаний моей жизни — это просмотр. Я не знал, чего ожидать, зрители приняли фильм хорошо, они смеялись и аплодировали, это было замечательно. Потом мы узнали, насколько это печальный урок…то, что фильм работал с предварительной аудиторией, не означало, что кто-то хотел его посмотреть».